# Аблязовский, Николай Семёнович
Николай Семёнович Аблязовский (1857—1934) — фельдшер камышинской земской (городской) больницы, Герой Труда (1932г).

## Биография
Родился в апреле 1857 года в Астраханской губернии.
В девятнадцать лет окончив фельдшерские курсы, начал работать в земской больнице. В 1891—1892 годах, когда свирепствовала азиатская холера, он работал в бараках с холерными больными, рискуя своей жизнью. Принимал участие в Первой мировой войне и в Гражданской войне в России.
В 1927 году отмечалось 50-летие его работы в Камышине. Известным в Камышине фельдшером-акушером была и его жена — Мария Яковлевна.
Николай Аблязовский проработал фельдшером камышинской больницы более 50 лет. Умер в конце 1934 года.

## Награды
- Герой Труда (7 июня 1928)